# 리처드 워링

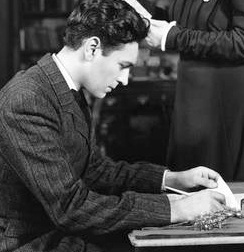

리처드 워링(Richard Waring, 1910년 5월 27일 ~ 1993년 1월 18일)은 영국의 배우, 연극 배우, 텔레비전 배우, 성우이다.
칼포트 세인트 피터에서 태어났다.

## 영화
- 스튜디오 원 (1948년)
- 미스터 스케핑튼 (1944년) - 트리피 트렐리스 역